# Sobasini
Sobasini è una tribù di ragni appartenente alla Sottofamiglia Synemosyninae della famiglia Salticidae.

## Distribuzione
Dei tre generi oggi noti di questa tribù, due sono diffusi in America meridionale e il più numeroso, Sobasina, in Oceania.

## Tassonomia
A giugno 2011, gli aracnologi riconoscono tre generi appartenenti a questa tribù:
- Fluda Peckham & Peckham, 1892 — America meridionale (11 specie)
- Pseudofluda Mello-Leitão, 1928 — Brasile (1 specie)
- Sobasina Simon, 1898 — Oceania (14 specie)